# Звездна вълна се надига
Звездна вълна се надига (на английски: Startide rising) е фантастичен роман, написан от писателя Дейвид Брин през 1983 г. На български е публикуван през 1994 г. в превод от Александър Жеков и Евгений Орлов, от издателска къща „Бард“.
Романът носи на автора известност и признанието на читателите, определяйки до голяма степен неговия жизнен път. За него авторът получава трите големи награди на жанра Небюла (1983), Хюго (1984) и Локус (1984). „Звездна вълна се надига“ е от трилогията „Сага за Ъплифта“.

## Сюжет
Внимание:  Текстът по-долу разкрива сюжета на произведението (или части от него)!
Първия командван от делфини космически кораб „Стрийкър“ е открил важна галактическа тайна и сега няколко суперцивилизации водят война за да я завладеят. В опита си да се изплъзне от тях и да се ремонтира корабът каца на водната планета Китруп. Не след дълго около нея се струпват няколко космически флоти, които се опитват да пленят земляните...

## Преводи на други езици
- ; на датски: „Stjerneflod“, 1988.
- ; на испански: „Marea estelar“, 1986.
- ; на италиански: „Le maree di Kithrup“, 1985.
- ; на китайски: 星潮汹涌, 1998; 星潮闪电, 2001.
- ; на корейски: 시간의 강, 시간여행 SF 걸작선, 1995.
- ; на немски: „Sternenflut“, 1985, 1993, 2000.
- ; на полски: „Gwiezdny przypływ“, 1997.
- ; на руски: „Звёздный прилив“, 1995.
- ; на сръбски: „Подизање звездане плиме“, 1988.
- ; на фински: „Tähtisumu täyttyy“, 1987.
- ; на френски: „Marée stellaire“, 1998, 2001.
- ; на шведски: „Vid stjärnhavets strand“, 1990.